# Distrito de Samán
Samán es un distrito de la provincia de Azángaro en el departamento peruano de Puno, bajo la administración del Gobierno regional de Puno.
En el año 2007 tenía una población de 14 314 habitantes y una densidad poblacional de 75,9 personas por km². Abarca un área total de 188,59 km²., en el gobierno del Presidente José Rufino Echenique.
Desde el punto de vista jerárquico de la Iglesia católica forma parte de la diócesis de Puno, sufragánea de la arquidiócesis de Arequipa.

## Historia
El distrito fue creado en los primeros años de la República.

## Geografía
Según el INEI, Samán tiene una superficie total de 188,59 km². Este distrito se encuentra situado al sureste de la provincia de Azángaro, en la zona norte del departamento de Puno y en la parte sur del territorio peruano. Su capital Samán halla a una altitud de 3829 m s. n. m.. Tiene 4 centros poblados: Muni Grande, Jasana Grande, Chucaripo y Quejón Mocco.
| Noroeste: distrito de Arapa  | Norte: laguna de Arapa                      | Noreste: distrito de Huancané |
| Oeste: distrito de Caminaca  |                                             | Este: distrito de Taraco      |
| Suroeste distrito de Juliaca | Sur: distrito de Juliaca y distrito de Pusi | Sureste: distrito de Pusi     |

## Demografía
Según censo del año 2007, había 14 314 habitantes. La densidad de población era 75,9 hab./km².

## Autoridades

### Municipales
- 2023 - 2026[4]
  - Alcalde: Freddy Anthony Yana Ccaccasaca, del Movimiento Independiente de Renovación Absoluta - MIRA.
  - Regidores:

  1. Ronal Fernando Sucasara Huaranca (Movimiento Independiente de Renovación Absoluta)
  2. Máximo Yucra Chambi (Frente Amplio para el Desarrollo del Pueblo)
  3. Vicenta Aquino De Cahuapaza (Frente Amplio para el Desarrollo del Pueblo)
  4. Octavio Mamani Quispe (Frente Amplio para el Desarrollo del Pueblo)
  5. Percy Raúl Mamani Ari (Movimiento Agrario Puneño)

### Policiales
- Comisario:  PNP

### Religiosas
- Diócesis de Puno[5]
  - Obispo: Mons. Jorge Pedro Carrión Pavlich.

## Atractivos turísticos
- CENTRO ARQUEOLÓGICO

El atractivo turístico en el distrito de Samán está constituido por su recurso arqueológico, cultural y natural de gran magnitud, sin embargo son de mucha importancia los cuales conservan los secretos de la historia de los que habitaron estas tierras hace cientos de años, En el cerro de próximo al centro poblado de Muni grande observamos restos arqueológicos de hace cientos de años chullpas. La piedra rectangular poderosa muy similar a una mujer, manantiales, así mismo en el cerro de Muni Chico donde a simple vista se puede apreciar chullpas funerarias y dibujos jeroglíficos tallados en rocas, andenes, arte lítico parecido a lagartos, culebras y vicuñas.

## Festividades
- Agosto 28: San Agustín